# Austromenopon meyeri
Austromenopon meyeri är en insektsart som först beskrevs av Christoph Gottfried Andreas Giebel 1874.  Austromenopon meyeri ingår i släktet Austromenopon och familjen spolätare. Inga underarter finns listade i Catalogue of Life.